# 垫状棱子芹
垫状棱子芹（学名：Pleurospermum hedinii）为伞形科棱子芹属的植物，为中国的特有植物。分布在中国大陆的青海、西藏等地，生长于海拔5,000米的地区，多生在山坡草地，目前尚未由人工引种栽培。